# 帕切镇
帕切镇（義大利語：Borgo Pace）是意大利佩萨罗-乌尔比诺省的一个市镇。总面积55.95平方公里，人口686人，人口密度12.3人/平方公里（2008年）。ISTAT代码为041006。